# St. Agatha (Kimratshofen)

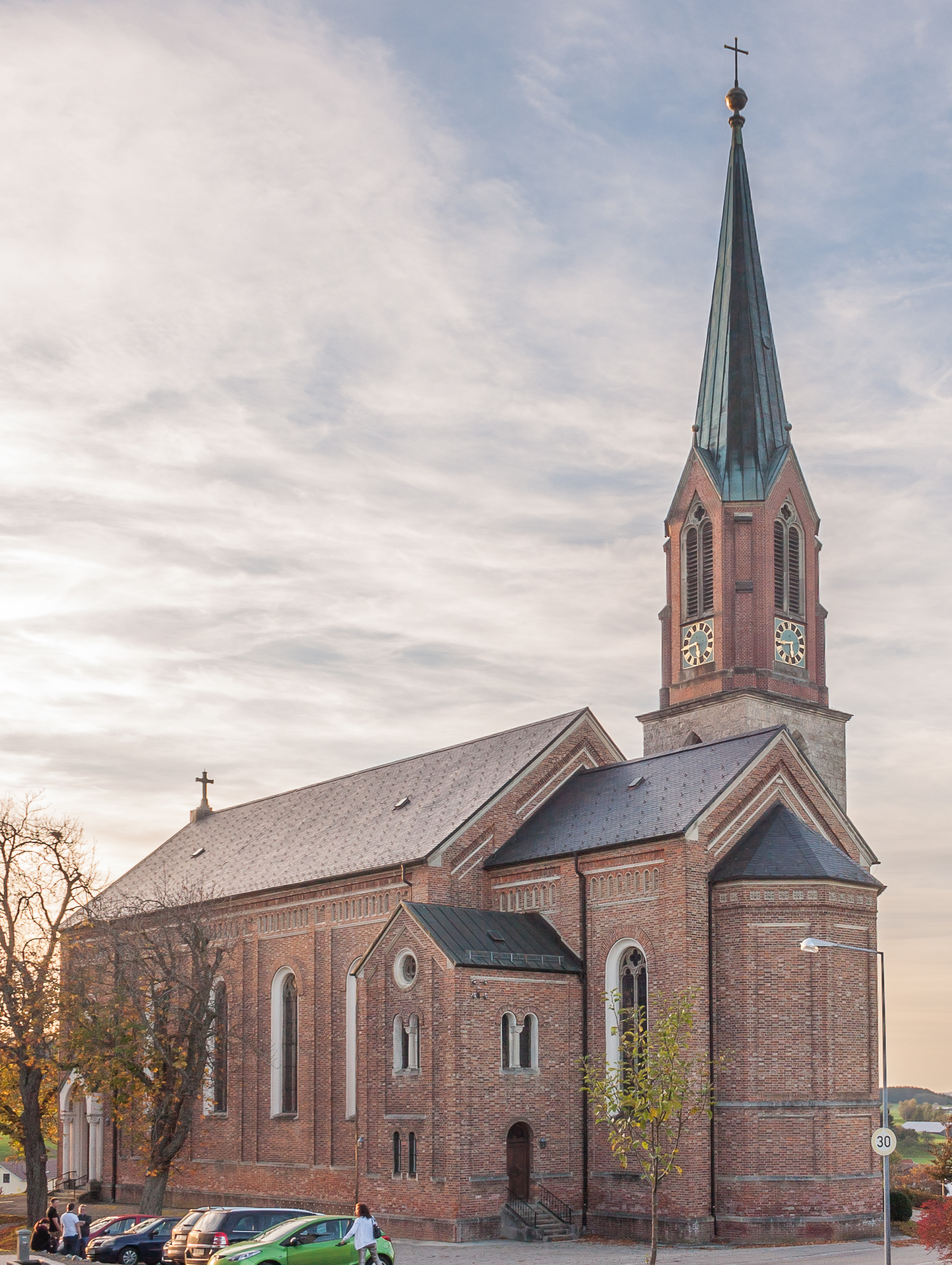
Römisch-katholische Pfarrkirche St. Agatha Kimratshofen

Die römisch-katholische Pfarrkirche St. Agatha befindet sich in Kimratshofen, einem Ortsteil von Altusried im Landkreis Oberallgäu in Bayern.

## Geschichte
1885 wurde die barocke Vorgängerkirche wegen Baufälligkeit abgerissen. Erhalten blieb lediglich der spätmittelalterliche Turmunterbau aus unverputzten Tuffquadern. Der heutige Kirchenbau in neuromanischem Stil wurde nach Plänen von Peter Klein (1824–1897) aus Mindelheim erstellt, der im Kreis Schwaben zuvor bereits neun Kirchen gebaut hatte, darunter die äußerlich ähnliche Pfarrkirche Mariä Himmelfahrt in Oberwesterheim.
Der Neubau wurde 1886 bis 1889 ausgeführt: Einem hohen, pfeilerlosen Langhaus mit zwei Emporen schließt sich der Chor mit Kreuzrippengewölbe und halbrunder Apsis an. Die beeindruckenden Maße des Gebäudes mit insgesamt 800 Sitzplätzen geben Auskunft auf die damalige Erwartung an das Bevölkerungswachstum und über eine gewisse Rivalität mit der Nachbargemeinde Altusried.
Das barocke Kirchengestühl aus der Vorgängerkirche wurde auf die erste Empore der neuen Kirche übernommen. 1885 wurde der ehemalige Barockaltar im Dachboden des alten Pfarrhofes gelagert. 1929 wurde er zur Finanzierung der Walzlinger Kapelle für 600 Reichsmark nach Mackenrode in Thüringen verkauft, was der Pfarrei eine Rüge durch die Bayerische Denkmalbehörde einbrachte. Der Altar war mit neun Metern zu hoch für den neuen Standort, weshalb er von der Firma Saumweber in Günzburg verändert und mit zwei Seitenflügeln versehen wurde.
1938 wurde der Innenraum unter der Führung von Kirchenmaler Joseph Lutz aus Leutkirch einer Renovierung unterzogen. Die vielfarbige Schablonenmalerei an Wänden und Decke wurde entfernt und die reiche Farbigkeit des Innenraumes stark auf eine kühle Farbgebung reduziert. Teile der Statuen der Altäre wurden versilbert bzw. vergoldet. Die Konsekration erfolgte am 15. September 1938 durch Bischof Joseph. Das Raumbild entsprach in etwa der heute noch vorhandenen Ausmalung von St. Pelagius in Weitnau (1872 vollendet und erhalten) oder St. Johannes Baptist im benachbarten Wuchzenhofen.
1995 erhielt Kirchenmaler Joseph Schugg aus Kimratshofen, Schüler von Lutz, den Auftrag für eine neuerliche Renovierung. Eine Rekonstruktion der ursprünglichen Farbfassung und der farbigen Fenster wurde unterlassen, aber die der Kirchenraum erhielt eine wärmere Farbgebung, welche die Architekturteile wieder stärker zu einem Gesamtraum zusammenführt. Auch wurden die Statuen von ihrer monochromen Fassung befreit.
Aufgrund eindringender Feuchtigkeit durch den Boden wurde das Ziegelsteingemäuer, welches auf einem 1,2 m tiefen Betonfundament steht, 2020 von außen abgedichtet und saniert. Ebenfalls wurde ein barrierefreier Zugang durch eine Rampe errichtet.

### Raumbild seit 1995

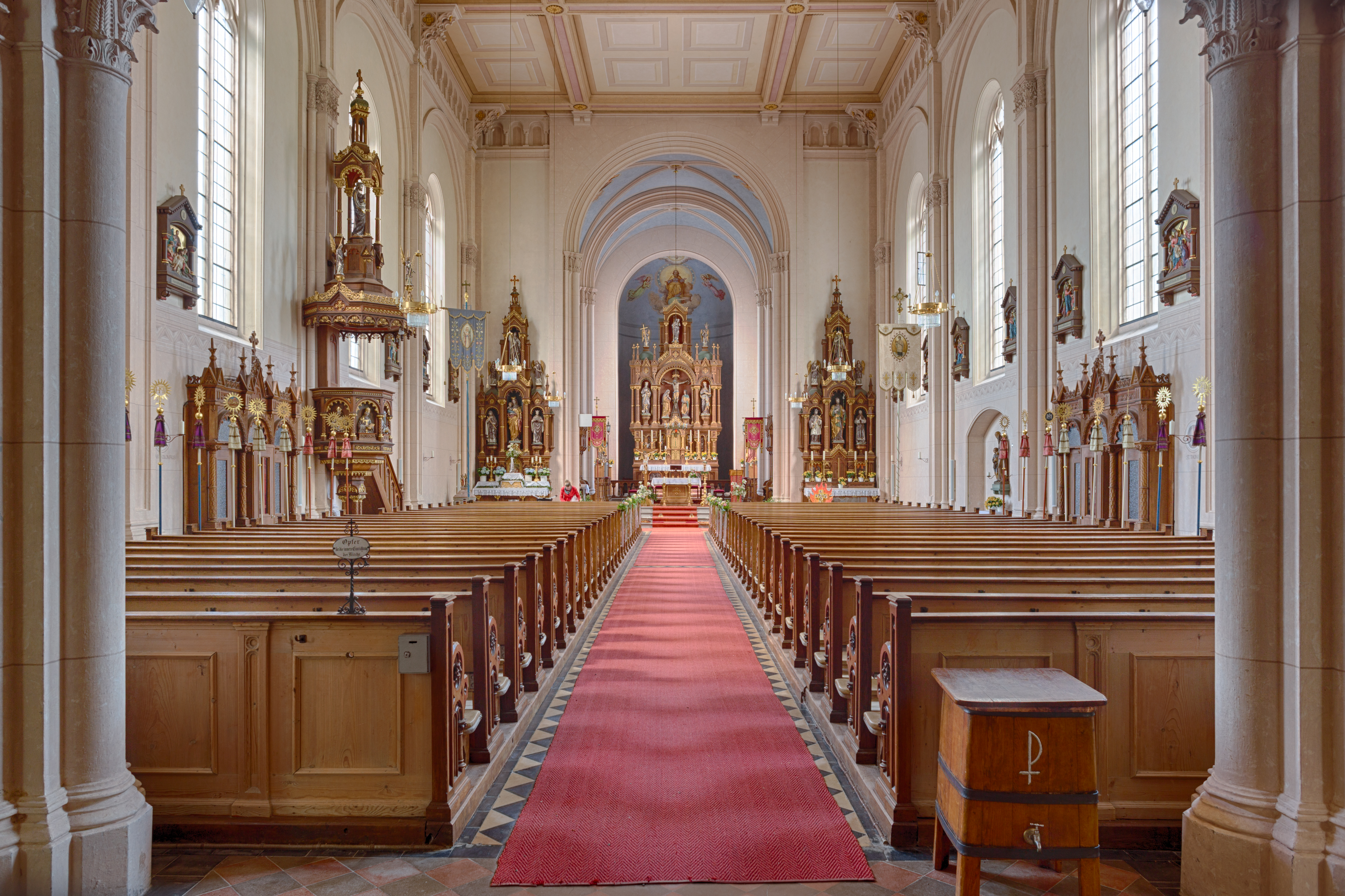
Blick durch das Langhaus in Richtung Chorraum

## Ausstattung

### Orgel

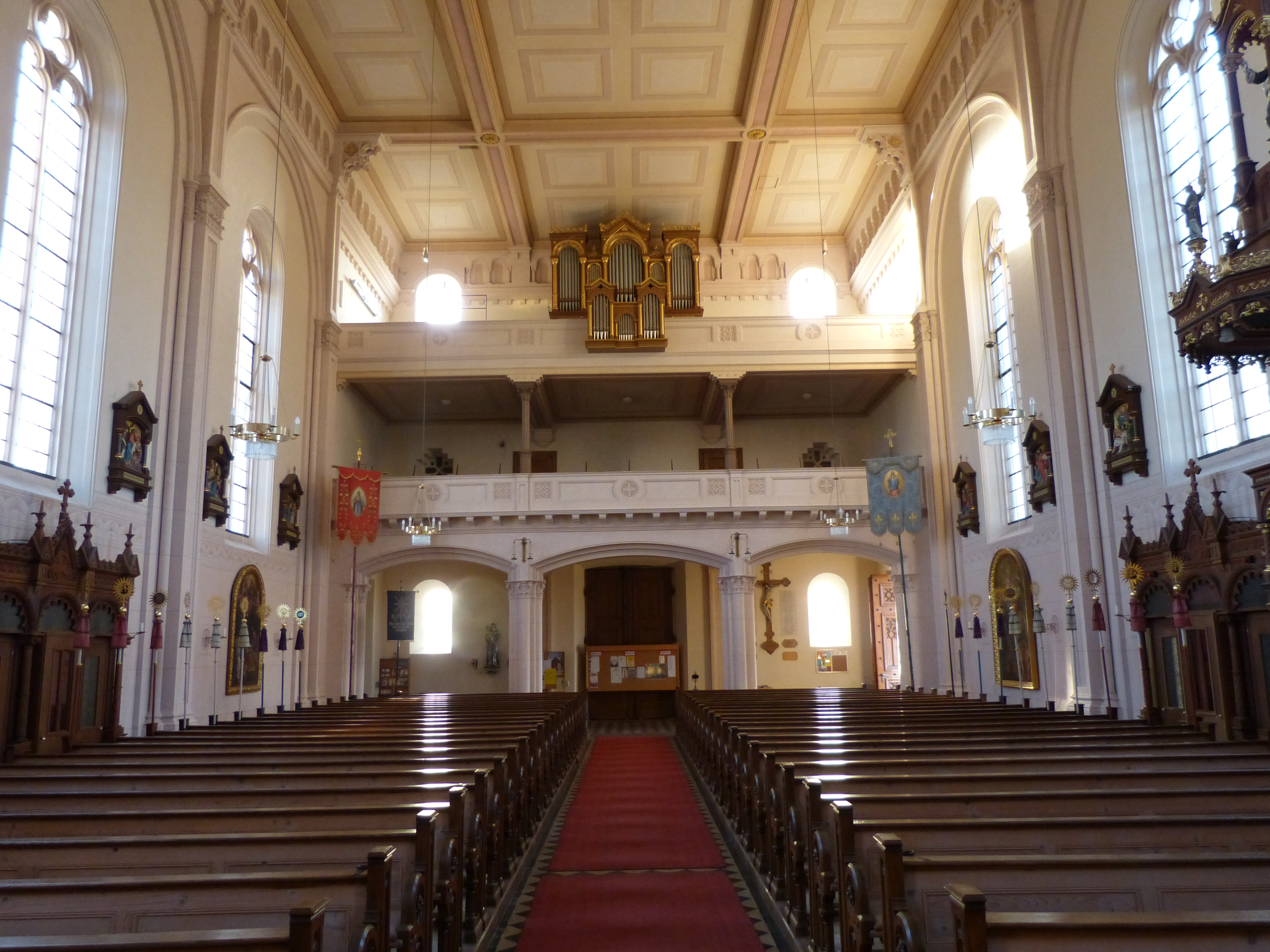
Die Gebrüder-Hindelang-Orgel (1893) mit Erweiterung um das Brüstungspositiv (1984)

Die Orgel auf der zweiten Empore wurde 1893 als Opus 21 mit 20 Registern auf zwei Manualen und Pedal durch die Gebrüder Hindelang erbaut. Sie ist bis auf die im Zweiten Weltkrieg abgelieferten Prospektpfeifen und den Einbau eines Gebläsemotors klanglich und technisch original erhalten und stellt so ein bedeutendes Zeugnis des romantischen Orgelbaus im Allgäu dar.
Die Kimratshofener Orgel besitzt mechanische Kegelladen und einen freistehenden Spieltisch mit Blick in Richtung Altar. Die Intonation ist eher pastellhaft mild und mehr auf Mischfähigkeit als auf Kraft hin ausgelegt. Dieser Umstand und die Tatsache, dass das Instrument auf der zweiten Empore weit abgerückt und in einem neuromanischen Gehäuse steht, welches die Klangausbreitung eher hemmt denn fördert, führte 1984 zu einer klanglichen Erweiterung durch Gerhard Schmid. Er baute ein Positiv mit neuromanischem Gehäuse und mechanischer Schleiflade in die Emporenbrüstung, das an die Traktur des II. Manuals angehängt war. 2006 wurde die Spieltraktur des Positiv aufgrund der extremen Schwergängigkeit durch Martin Gegenbauer (Leutkirch) elektrifiziert. Seither ist es als Auxiliarwerk auf den Manualen in 16′-, 8′- und 4′-Lage sowie im Pedal in 8′- und 4′-Lage spielbar.
| I Manual C–f3 |       |
| Bordun        | 16′   |
| Principal     | 8′    |
| Gedeckt       | 8′    |
| Tibia         | 8′    |
| Gamba         | 8′    |
| Dolce         | 8′    |
| Octav         | 4′    |
| Flöte         | 4′    |
| Octav         | 2′    |
| Mixtur        | 2 ⁄3′ |

| II Manual C–f3  |    |
| Geigenprincipal | 8′ |
| Liebl. Gedeckt  | 8′ |
| Salicional      | 8′ |
| Aeoline         | 8′ |
| Fugara          | 4′ |
| Traversflöte    | 4′ |

| Auxiliar/Positiv C–f3 |        |
| Rohrflöte             | 8′     |
| Prinzipal             | 4′     |
| Quinte                | 2 ⁄3′  |
| Waldflöte             | 2′     |
| Terz                  | 1 3⁄5′ |
| Oktävlein             | 1′     |
| Mixtur                | 1 ⁄3′  |
| Klarinette            | 8′     |
| Tremulant             |        |

| Pedal C–d1 |     |
| Violon     | 16′ |
| Subbaß     | 16′ |
| Oktavbaß   | 8′  |
| Cello      | 8′  |

Originale Spiel- und Registertraktur für I. und II. Manual sowie Pedal: mechanische Kegellade
Das Auxiliar/Positiv besitzt elektrische Schleifladen. Die mechanischen Registerzüge befinden sich dezent unterhalb des Spieltischs. Die Koppeln sind den originalen Manubrien angeglichen und befinden sich über dem II. Manual.
- Koppeln: II-I, II-P, I-P (original) sowie seit 2006 für Auxiliar/Positiv: Aux-I 16′, Aux-I 8′, Aux-I 4′, Aux-II 16′, Aux-II 8′, Aux-II 4′, Aux-P 8′, Aux-P 4′
- Spielhilfen: Fußtritte für Piano, Mezzoforte, Tutti sowie Auslöser

### Glocken
Die älteste Glocke (2) stammt aus dem Jahr 1502. Nach Verlust von vier Glocken im Zweiten Weltkrieg wurde das Geläut 1950 durch die Glockengießerei Johann Hahn wieder auf fünf Glocken ergänzt  (1+3+4+5). Der damals zuständige Glockensachverständige attestierte dem Geläut eine „klangliche Vollkommenheit, wie sie nach dem Kriege nur selten“ vorkomme. Infolgedessen lieferte die Glockengießerei Hahn einige weitere große Geläute in die Region Allgäu-Oberschwaben.
|   | Name/Gewicht           | Schlagton |
| - | ---------------------- | --------- |
| 1 | Herz Jesu 40 Ztr.      | c′        |
| 2 | St. Theodul 34 Ztr     | e′        |
| 3 | St. Josef in G 10 Ztr. | g′        |
| 4 | St. Agatha 7,4 Ztr.    | a′        |
| 5 | St. Georg 4,1 Ztr.     | c″        |